# Val Lomasona
La val Lomasona è una profonda valle del Trentino, che risale dal paese di Vigo Lomaso fino al Passo Tovo (1079 m). Sul lato orientale sale dolcemente fino alla cresta del monte Biaina (1449 m) mentre ad ovest si alza la ripida parete che sale fino sulla cima del monte Misone.
La valle è poco soleggiata e il clima è freddo. A partire da sud la flora è costituita prevalentemente da abeti fino alla malga Lomasona (778 m); successivamente iniziano i pascoli. In cima alla valle tornano i boschi di abeti, noccioli, castagni e ciliegi, con mirtilli, more, lamponi e chiazze di ginepro, quest'ultimo molto comune.
In cima alla valle troviamo l'altopiano di Vespana con le località di: Bondiga (801 m), Vespana (841 m), Treni (779 m), Vedesé (1015 m) e Calino (882 m), quest'ultimo situato tra la Val Lomasona e la Val del Magnone.